# Ion (deeltje)

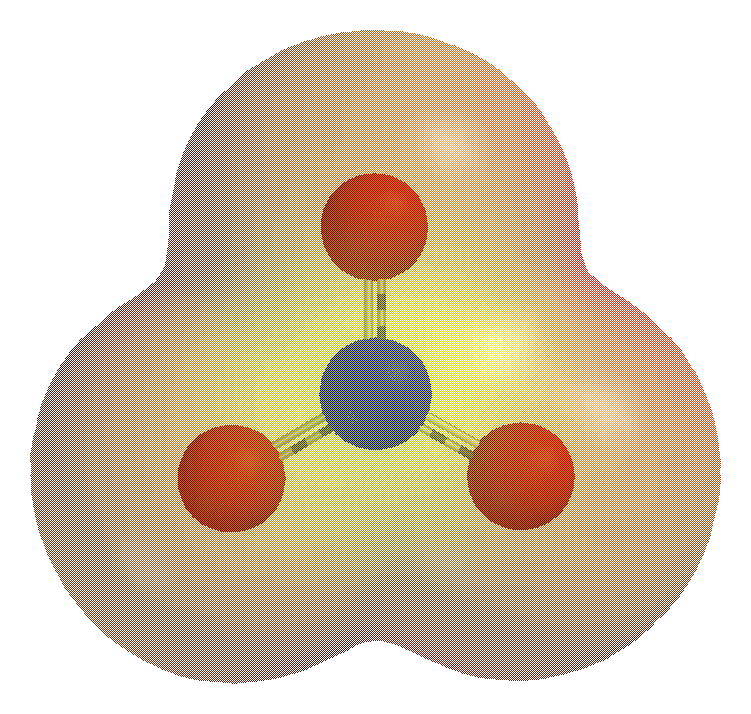
Een elektrondensiteitsplot van het nitraation (NO_{3}^{−}).

Een ion (uitspraak met klemtoon op o) is een los, elektrisch geladen atoom: een monoatomisch ion; of een groep atomen met een elektrische lading: een polyatomisch ion. Een ion kan positief – een kation – of negatief geladen – een anion – zijn, door respectievelijk een tekort of overschot van een of meer elektronen. In de natuur- en de sterrenkunde beschouwt men meestal geïsoleerde atomen of moleculen; in de scheikunde en de biologie bevinden de geladen atomen en moleculen zich doorgaans in een waterige oplossing (elektrolyt). In het geval dat een groep van onderling verbonden atomen een lading draagt, wordt gesproken van een samengesteld of polyatomisch ion, bijvoorbeeld het ammoniumkation (NH4+) of het sulfaatanion SO42−. Wanneer, vanuit ongeladen atomen, ionen gevormd worden spreekt men van ionisatie.

## Geschiedenis
Het woord 'ion' is afkomstig van het Oudgriekse ἰόν (gaande). Het werd in 1834 bedacht door de Engelse natuur- en scheikundige Michael Faraday, voor een toen nog onbekend deeltje, dat in groten getale van de ene elektrode naar de andere ging, in een onder gelijkspanning gestelde waterige oplossing. Faraday kende de aard van dergelijke deeltjes niet, maar wist wel dat in de opgewekte  elektrische stroom een of andere stof zich door de oplossing bewoog van de ene plek naar de andere, aangezien metaal aan de ene elektrode in oplossing ging en aan de andere elektrode nieuw metaal uit de oplossing tevoorschijn kwam.

## Kation en anion
Faraday introduceerde de termen anion voor een negatief geladen ion dat wordt aangetrokken door de positieve anode, en kation voor een positief geladen ion dat door de negatieve kathode wordt aangetrokken.

## Natuur- en sterrenkunde
Geïoniseerde atomen in plasma's worden veel bestudeerd in de natuurkunde en sterrenkunde. De bekendste voorbeelden zijn het proton (een waterstofatoom zonder zijn elektron, H+ of p) en het α-deeltje (een heliumkern zonder elektronen, He2+ of α). Deze deeltjes komen in de natuur voor in de zonnewind en in emissienevels.
In een gas kan ionisatie plaatsvinden door energie toe te voeren met behulp van bijvoorbeeld elektrische stroom. Bliksem is een voorbeeld van een heftige ionisatie in de natuur; hierbij vormen geïoniseerde gasatomen een geleidend kanaal voor een stroom die tot miljoenen ampères kan oplopen. Hoog in de atmosfeer kunnen deeltjes van de zon ionisatie van gasatomen veroorzaken, wat de oorzaak is van het noorderlicht. De elektrische lasboog is mogelijk door ionisatie van het gas tussen elektrode en werkstuk.
Deeltjes afkomstig uit een deeltjesversneller kan men van elektronen ontdoen door ze door een kamer te leiden waarin zich een zogeheten strippergas bevindt, dat gemakkelijk extra elektronen opneemt.

## Scheikunde en biologie
In de scheikunde en biologie beschouwt men doorgaans "ionen" die zich in een waterige oplossing bevinden. Is het ion positief geladen, dan spreekt men van een kation, is het negatief geladen, van een anion. Hun namen ontlenen zij aan het feit dat bij in de oplossing geplaatste elektroden het negatieve anion zich naar de positieve anode beweegt en het positieve kation naar de negatieve kathode. Doordat de massa van een elektron gering is, is de massa van een ion vrijwel gelijk aan de atoom- of molecuulmassa van het betreffende element.
Zouten die in water oplosbaar zijn, vormen daarin ionen, en wel in paren: een positief geladen (metaal)ion en een negatief geladen zuurrestion (niet-metaal). Een voorbeeld is keukenzout in water: de vaste stof NaCl valt uiteen in het kation Na+ en het anion Cl−. Kationen zijn meestal van metalen afkomstig; het ammonium-kation (NH4+), dat wordt gevormd door de niet-metalen stikstof (N) en waterstof (H), vormt hierop een uitzondering. In tegenstelling tot de meeste geladen combinaties van niet-metalen, is dit ion positief geladen. Ammonium is daarnaast een bijzonder kation omdat het bestaat uit een basisch ammoniak-molecuul (NH3) dat het 'proton' (natuurkundig bezien), of 'zuur deeltje' (scheikundig bezien) (H+) heeft opgenomen.